# Union of Arab Football Associations

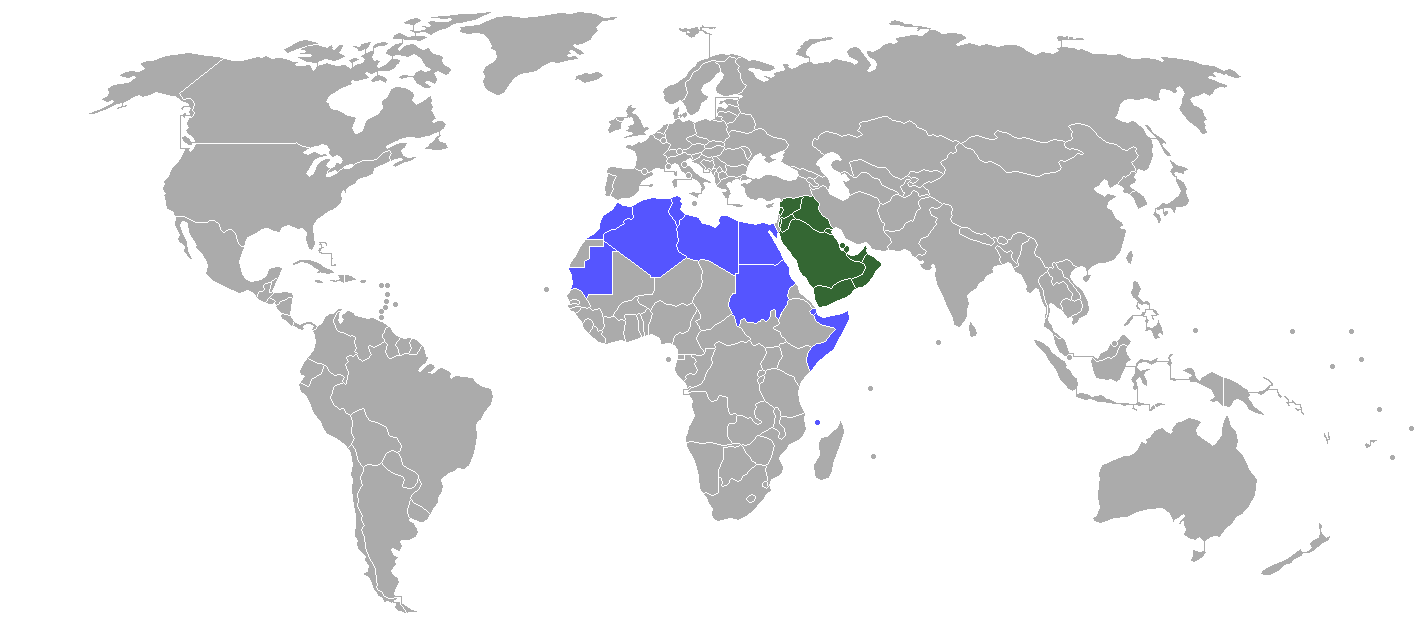

 Nella carta sono indicati i paesi che fanno parte del mondo arabo:
     Membri AFC
     Membri CAF
La Union of Arab Football Associations (in francese Union des Associations de Football Arabe, in arabo الإتحاد العربي لكرة القدم‎?, Ali'itihad Alearabiu Likurat Alqadam, acronimo UAFA) è l'ente che governa il calcio nei paesi arabi, sia quelli africani che quelli asiatici.
La federazione, fondata a Tripoli nel 1974 e con sede a Riad (dal 1976), si occupa dell'organizzazione di tutte le manifestazioni per paesi arabi degli sport sopraccitati.
L'UAFA è un organismo non riconosciuto dalla FIFA, tuttavia ha collaborato con quest'ultima per l'organizzazione della Coppa araba FIFA.

## Membri
La UAFA ha 12 membri asiatici e 10 membri africani, in totale 22:
| Paese               | Confederazione | Sub-confederazione | Anno |
| ------------------- | -------------- | ------------------ | ---- |
| Algeria             | CAF            | UNAF               | 1974 |
| Arabia Saudita      | AFC            | WAFF               | 1974 |
| Bahrein             | AFC            | WAFF               | 1976 |
| Comore              | CAF            | COSAFA             | 2003 |
| Egitto              | CAF            | UNAF               | 1974 |
| Emirati Arabi Uniti | AFC            | WAFF               | 1974 |
| Gibuti              | CAF            | CECAFA             | 1998 |
| Giordania           | AFC            | WAFF               | 1974 |
| Iraq                | AFC            | WAFF               | 1974 |
| Kuwait              | AFC            | WAFF               | 1976 |
| Libano              | AFC            | WAFF               | 1978 |
| Libia               | CAF            | UNAF               | 1974 |
| Marocco             | CAF            | UNAF               | 1976 |
| Mauritania          | CAF            | WAFU               | 1989 |
| Oman                | AFC            | WAFF               | 1978 |
| Palestina           | AFC            | WAFF               | 1974 |
| Qatar               | AFC            | WAFF               | 1976 |
| Siria               | AFC            | WAFF               | 1974 |
| Somalia             | CAF            | CECAFA             | 1974 |
| Sudan               | CAF            | CECAFA             | 1978 |
| Tunisia             | CAF            | UNAF               | 1976 |
| Yemen               | AFC            | WAFF               | 1978 |

## Competizioni

### Competizioni per squadre nazionali
- Coppa araba FIFA
- Giochi panarabi
- Coppa delle nazioni del Golfo
- Coppa della Palestina (1972-1975)

### Competizioni giovanili
- Coppa delle nazioni del Golfo Under-23
- Coppa delle nazioni del Golfo Under-17
- Coppa della Palestina Iuniores (1983-1989)

### Competizioni per squadre di club
- Coppa dei Campioni araba per club
- Coppa dei Campioni del Golfo
- Supercoppa arabo-africana
- Coppa delle Coppe araba (soppressa)
- Supercoppa araba (soppressa)

### Futsal
- Arab Futsal Championship

## Cronotassi dei presidenti
- Abdul Latif Booker (1974-1976)
- Fayṣal bin Fahd Āl Saʿūd (1976-1999)
- Sultan bin Fahd Al Sa'ud (1999-2011)
- Nawaf bin Faysal Al Sa'ud (2011-2014)
- Turki bin Khalid Al Sa'ud (2014-2019)
- Abd al-Aziz bin Turki bin Faysal Al Sa'ud (dal 2019)